# Человек из мрамора
«Челове́к из мра́мора» (пол. Człowiek z marmuru) — художественный фильм польского кинорежиссёра Анджея Вайды, вышедший на экраны в 1977 году. Лента завоевала ряд призов на международных кинофестивалях.

## Сюжет
История о польском передовике труда 1950-х годов и телевизионном режиссёре, идущей по его следам сквозь годы.
Молодая студентка киношколы Агнешка (Кристина Янда) снимает свой дипломный кинофильм о прославленном ударнике коммунистического труда Матеуше Биркуте (Ежи Радзивилович), каменщике из Новой Гуты — молодого промышленного района Кракова. Агнешка, пытаясь разузнать правду о его жизни, сталкивается и с горькой правдой о трудных для польского народа 50-х годах. Путешествуя вместе со съёмочной группой на служебном «Робуре», Агнешка раскрывает всё новые завесы вокруг событий тех лет, добирается до людей, которые знали Матеуша Биркута.
От режиссёра Ежи Бурского (Тадеуш Ломницкий) Агнешка узнаёт об обратной стороне создания документального фильма о Биркуте «Они строят наше счастье». От Михаляка она узнаёт об инциденте с горячим кирпичом. В конце концов, она попадает в Закопане, к жене Биркута Ханке Томчик. Разговаривает с Витеком, директором завода в Катовице, и даже с инженером Моняком, заместителем Витека на строительстве завода. Добирается до Йодлы (Веслав Вуйчик), бывшего партийного секретаря. Однако никто не знает, что же действительно стало с Биркутом.
Агнешке удаётся, однако, найти его сына, Мачека Томчика, они встречаются перед проходными гданьской судоверфи имени Ленина. Мачек рассказывает Агнешке, что его отца нет в живых. В последней сцене фильма Агнешка и Мачек Томчик идут вместе по длинному коридору в здании варшавского телевидения.

## В ролях
- Ежи Радзивилович — Матеуш Биркут / Мачек Томчик, сын Биркута
- Кристина Янда — Агнешка
- Тадеуш Ломницкий — режиссёр Ежи Бурский
- Яцек Ломницкий — молодой режиссёр Бурский
- Михал Тарковский — Винцентий Витек
- Пётр Цесляк — Михалак
- Веслав Вуйцик — секретарь Йодла
- Кристина Захватович — Ханка Томчик
- Магда Тереса Вуйцик — монтажёр
- Богуслав Собчук — редактор телевидения
- Леонард Зайончковский — Леонард Зайончковский, оператор Агнешки
- Яцек Доманьский — звукооператор Агнешки
- Здзислав Козень — отец Агнешки
- Ирена Лясковская — работница музея
- Веслав Джевич — муж Ханки Томчик
- Казимеж Качор — полковник
- Эва Зентек — секретарша
- Эльжбета Борковска — блондинка на кастинге
- Анджей Гронзевич — судья
- Эдмунд Карваньский — прокурор
- Хенрик Лапиньский — Марцин Павлусяк
- Ежи Моняк — инженер Моняк
- Дорота Сталиньска — фоторепортер
- Здзислав Шимборский — представитель дирекции

## Советский закадровый перевод
Фильм был озвучен на русский язык киностудией «Мосфильм» в 1990 году.
- Режиссёр озвучания — Алексей Поляков
- Звукооператор — Евгения Потоцкая
- Автор литературного перевода — Валентин Грачёв
- Редактор — Ольга Палатникова

Текст читал Рудольф Панков.

## Награды
- 1977 — Фестиваль польских художественных фильмов в Гданьске — приз журналистов (Анджей Вайда)
- 1978 — Каннский кинофестиваль — приз ФИПРЕССИ
- 1979 — Международный кинофестиваль в Брюсселе — приз «Хрустальная звезда» лучшему актёру (Ежи Радзивилович)
- 1979 — Международный кинофестиваль в Белграде «ФЕСТ» — главный приз
- 1979 — Международный кинофестиваль в Белграде «ФЕСТ» — приз лучшему актёру (Ежи Радзивилович)
- 1980 — Международный кинофестиваль в Картахене[уточнить] — специальный приз жюри
- 1999 — По версии газеты «Polityka» фильм занял 9 место в списке «Самых интересных польских фильмов XX века»